# Square Rooms
Singles de Al Corley
Cold Dressses
(1985)
Square Rooms est un single musical de l'acteur et chanteur Al Corley, paru en 1984. Premier extrait de l'album éponyme, Square Rooms rencontre un énorme succès dans plusieurs pays européens, mais obtient un accueil modéré aux États-Unis.

## Réception
Square Rooms est d'abord paru en single en Suisse, où il rencontre un succès, atteignant la sixième place du hit-parade le 21 octobre 1984 et parvenant à rester durant dix semaines dans le Top 30.
En France, le single, classé durant vingt-sept semaines au Top 50, parvient à atteindre la première place durant trois semaines consécutives (9 au 23 mars 1985), avant de céder sa place à Johnny, Johnny, de Jeanne Mas, mais reprend la première place du 6 au 13 avril 1985 durant deux semaines consécutives.
Le single s'est vendu à 843 000 exemplaires sur le territoire français.

## Classements
| Classement (1984-1985)                     | Meilleure position |
| ------------------------------------------ | ------------------ |
| Autriche (Ö3 Austria Top 40)               | 15                 |
| Belgique (Flandre Ultratop 50 Singles)     | 25                 |
| Belgique (VRT Top 30 Flanders)             | 24                 |
| Europe (Eurochart Hot 100)                 | 13                 |
| France (SNEP)                              | 1                  |
| Allemagne (Media Control AG)               | 13                 |
| Italie (FIMI)                              | 12                 |
| Suisse (Schweizer Hitparade)               | 6                  |
| États-Unis (Billboard Hot 100)             | 80                 |
| États-Unis (Billboard Hot Dance Club Play) | 26                 |
| États-Unis (Cash Box)                      | 84                 |

| Classement (1985) | Meilleure position |
| ----------------- | ------------------ |
| France (IFOP)     | 8                  |
| Italie (FIMI)     | 82                 |